# Arxiu Diocesà de Barcelona
L'Arxiu Diocesà de Barcelona (ADB) és la institució que custodia el fons documental emanat de l'activitat del bisbe i de la seva cúria diocesana, i gestiona la consulta de les sèries del mateix i dels fons en dipòsit. La seva ubicació sempre ha estat la mateixa, a l'edifici del palau episcopal.
El seu origen i estructura es remunta al privilegi que Lluís II de França concedí al bisbe Frodoí sobre les primeres propietats episcopals i drets importants l'any 878; d'aquí sorgeix una de les sèries fonamentals de l'arxiu, la Mensa Episcopal; i d'altres com les anomenades Registra Communium, Registra Ordinatorum, Visites Pastorals, Col·lacions..., s'inicien l'any 1303 per iniciativa del bisbe Ponç de Gualba.
La funció original de l'arxiu era servir a les tres Curies i a la secretaria de cambra del palau episcopal, i estava ubicat a la planta baixa de l'esmentat palau, fins que amb el pas dels anys va haver de buscar una nova ubicació. És per això que des del 1900 està ubicat a la segona planta del palau.

## Història
L'Arxiu Diocesà de Barcelona, com a institució diferenciada de l'Arxiu Capitular de Barcelona, té el seu origen en una butlla del papa Pasqual II adreçada al bisbe Ramon Guillem l'any 1104, on fa clara distinció entre les propietats i drets del bisbe —sota la denominació de Mensa Episcopal— i dels canonges com a col·lectiu, denominada Mensa Capitular.
El bisbe Ponç de Gualba (1303- 1334), a imitació de la cort pontifícia, que feia copiar els diplomes importants en llibres oficials de registre anomenats Registra Communium, impulsà la creació de la majoria de registres que foren duts a terme pel "scriba" o arxiver Ramon Dachs. Així els primers registres són la sèrie de Registra Communium i la sèrie de Col·lacions (nomenaments) —ambdues del 1303—, Visites Pastorals (1303), Processos (1324) i Registra Gratiarum (1363).
En els pontificats posteriors del segle xiv no solament es continuaren les esmentades sèries del bisbe Ponç de Gualba, sinó que s'iniciaren d'altres, algunes de les quals —com la de Testaments i Causes Pies (1342) i el Registra Gratiarum (1363)— acabarien sent les més voluminoses de l'Arxiu. També del mateix segle són les sèries Verbalium (1344), Litterarum (1361), Taxae beneficiorum (1344) i Bullarum (1363). Posteriorment trobem una nova etapa de creixement amb el Concili de Trento, ja que s'inicien noves sèries, entre les quals cal destacar les d'Expedients matrimonials (1571), Expedients i Informacions (1580), Concursos per a la provisió de curats (1575), Acta sinodalia (1571) i Registra Dotaliarum (1573).
Al segle xviii, l'arxiver diocesà Antoni Campillo i Mateu donà un gran impuls a l'Arxiu. Fou l'arxiver diocesà al llarg de 57 anys ininterromputs, i durant aquest temps elaborà els cinc volums Speculum Titulorum Ecclesiasticorum, síntesi de la major part de la documentació de l'Arxiu. També s'atribueix a ell l'enquadernació de la totalitat dels registres, així com l'elaboració d'índexs de les sèries més notables.
L'arxiver de finals del segle xviii, Jaume Caresmar i Alemany, transcriví gran nombre de pergamins de la Mensa Episcopal, tasca iniciada l'any 1789. Durant la invasió francesa i les guerres civils del segle xix, la custòdia i recepció sistemàtica dels fons documentals van patir greus desperfectes.
Al segle xx, l'arxiver Josep Sanabre i Sanromà s'encarregà de reorganitzar l'arxiu, tasca que culmina amb la publicació d'una guia. Aquesta etapa és comparable amb la de Campillo, ja que l'arxiver Sanabre va ocupar el càrrec durant 46 anys; s'encarregà de tornar a ordenar de nou les sèries i va registrar en fitxes més d'un milió de documents. Durant aquests anys tingué lloc la Guerra Civil (1936- 1939), durant la qual molta documentació de la secretaria de cambra va ser cremada, però l'arxiu històric va ser salvat de la crema per la Generalitat de Catalunya, gràcies a la intervenció d'Agustí Duran i Sanpere, director de l'Arxiu Històric de la Ciutat Arxivat 2010-11-13 a Wayback Machine., i el seu col·laborador Josep Buch. Durant el mes d'abril de 1938, les sèries més importants (Visites Pastorals, Registra Communium, Registra Gratiarum...) foren traslladades, juntament amb altres arxius civils i eclesiàstics, a Viladrau. L'altra part de l'arxiu s'ubicà a la part baixa del palau episcopal. Posteriorment la documentació de Viladrau es traslladà al monestir de Pedralbes, i al maig de 1939 tota la documentació retornà al palau episcopal, i l'arxiu històric fou instal·lat al segon pis.

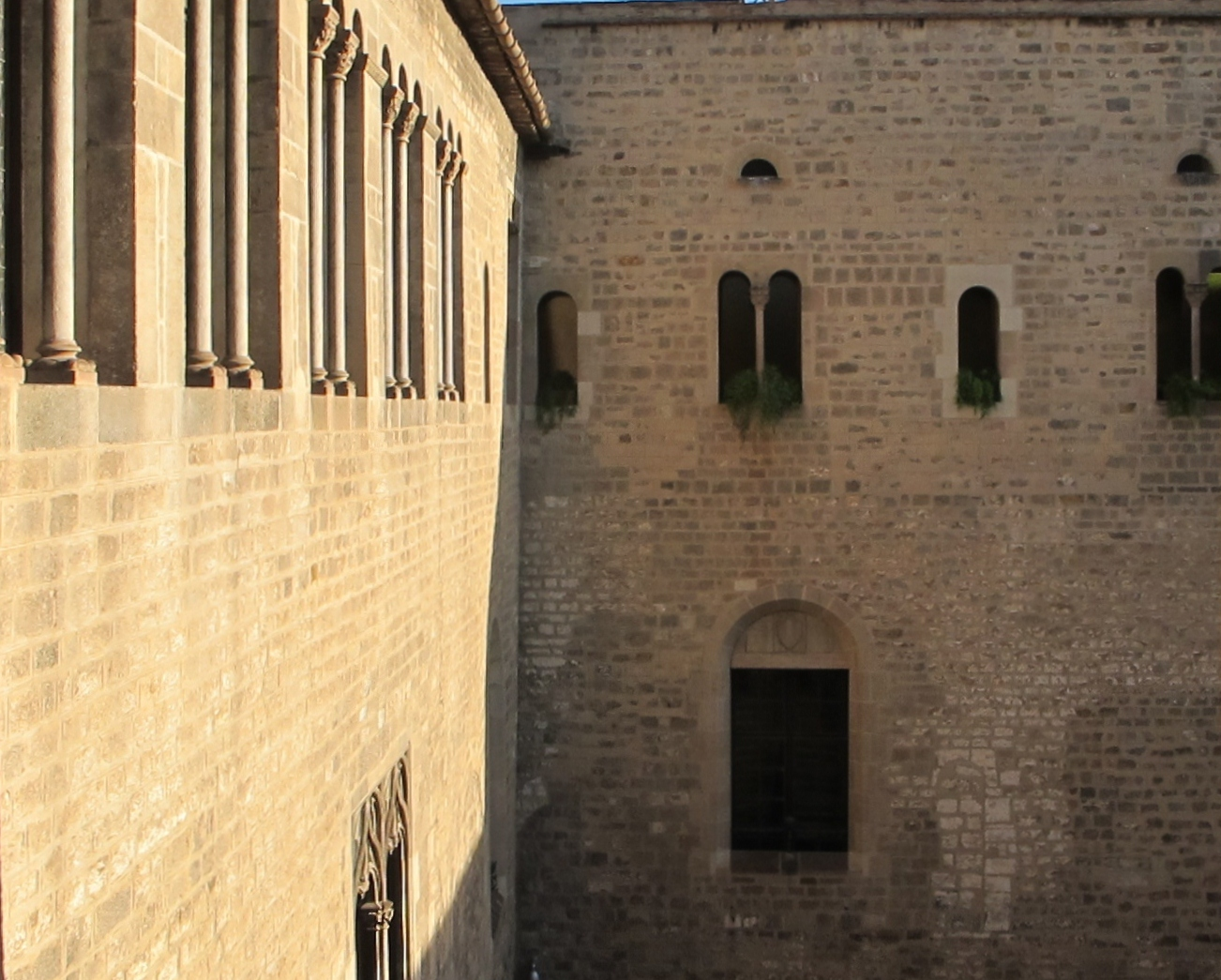
Vista del segon pis del palau episcopal i seu del Arxiu Diocesà de Barcelona

El 1972, el Dr. Josep M. Martí i Bonet és nomenat director de l'Arxiu Diocesà i de la Biblioteca Pública Episcopal. Amb la seva entrada al càrrec es milloraren les instal·lacions del local, es reorganitzà l'arxiu i s'inicià la microfilmació de part dels arxius eclesiàstics de la diòcesi i les col·leccions d'inventaris i catàlegs.
Actualment s'està iniciant la tasca de digitalització del fons per a la seva conservació i per a la consulta i investigació dels usuraris.

## Arxivers
El terme arxiver es pot considerar més aviat propi del segle xx, de manera que els primers noms d'aquesta llista es denominen més aviat notarius o scriba:
- Bernat Pereira, arxiver durant el pontificat de Bernat Pelegrí (1288- 1300).
- Ramon Dachs, responsable dels primers registres de l'arxiu durant el pontificat de Ponç de Gualba (1303- 1334).
- Guillem Puig, successor de l'anterior (mitjan segle xiv).
- Antoni Campillo i Mateu, fou arxiver entre els anys 1721 i 1778; és autor de l'Speculum Titulorum Eclesiasticorum, on feu una síntesi de la major part dels documents de l'arxiu referents a cada parròquia.
- Jaume Caresmar i Alemany va ser arxiver durant els anys 1789- 1800. Va dur a terme la transcripció de la documentació de la Mensa Episcopal, feina que no va poder acabar.
- Josep Sanabre i Sanromà, arxiver durant els anys 1926- 1972, és l'autor de l'actual ordenació de l'arxiu.
- Josep Maria Martí i Bonet, director de l'arxiu des del 1972,[3] impulsor de la seva modernització[4] i de treballs d'investigació com moltes monografies de les parròquies de les diòcesis. Fou el president de l'Associació d'Arxivers Eclesiàstics d'Espanya durant el període del 1981 fins al 1999.

## Edifici
L'Arxiu Diocesà es troba a l'interior d'un edifici que es va començar a construir a finals del segle xii, aprofitant part de la muralla romana dels segles I i IV. Del primitiu palau es conserva, a part de la muralla romana i les torres, una galeria romànica amb arcs sostinguts sobre columnes bessones que donen al pati, unes finestres de tres cossos del segle xiii que també donen al pati del Palau, i una finestra gòtica flamígera del segle xiv. El 1784 es va fer la façana que dona a la plaça Nova, i es va finalitzar el 1928 amb la façana de la plaça Garriga i Bachs. El Palau Episcopal és el lloc on es reuneix la cúria, i des del segle xv és residència del bisbe. El 1975 es van finalitzar unes obres de millora de les seves instal·lacions.

## Fons i Col·leccions
L'arxiu consta de diferents fons. Per una banda tenim el fons propi, el quadre del qual es pot consultar aquí Arxivat 2011-07-22 a Wayback Machine.
I després trobem els fons en dipòsit: el del Monestir Col·legiata de Santa Anna, que per manament del bisbe de Barcelona es troba a l'arxiu des del 1918; el del Monestir de Sant Jeroni de la Vall d'Hebron, que després d'un incendi i de ser traslladat a la rectoria de Sant Joan d'Horta (1835) va passar definitivament a l'arxiu l'any 1902; una part dels fons del Convent de Sant Gaietà de Barcelona i del Monestir de Sant Cugat del Vallès que després de la desamortització de Mendizàbal van passar a l'arxiu; una part del fons del Monestir de Sant Miquel del Fai que va ingressar a l'arxiu l'any 1973; el fons del delegat consular dels Estats Pontificis a Barcelona, dipositat a l'arxiu des de l'any 1909; també trobem un fons de la Croada creat per donar cabuda a tota aquella documentació que generava una oficina, dins el mateix palau episcopal, que s'encarregava de gestionar i comptar les almoines i dispenses de gràcies, i l'origen del qual es remunta al segle xiii.
Finalment, trobem els fons en dipòsit d'entitats i particulars, així com el de 29 parròquies de l'Arquebisbat de Barcelona.

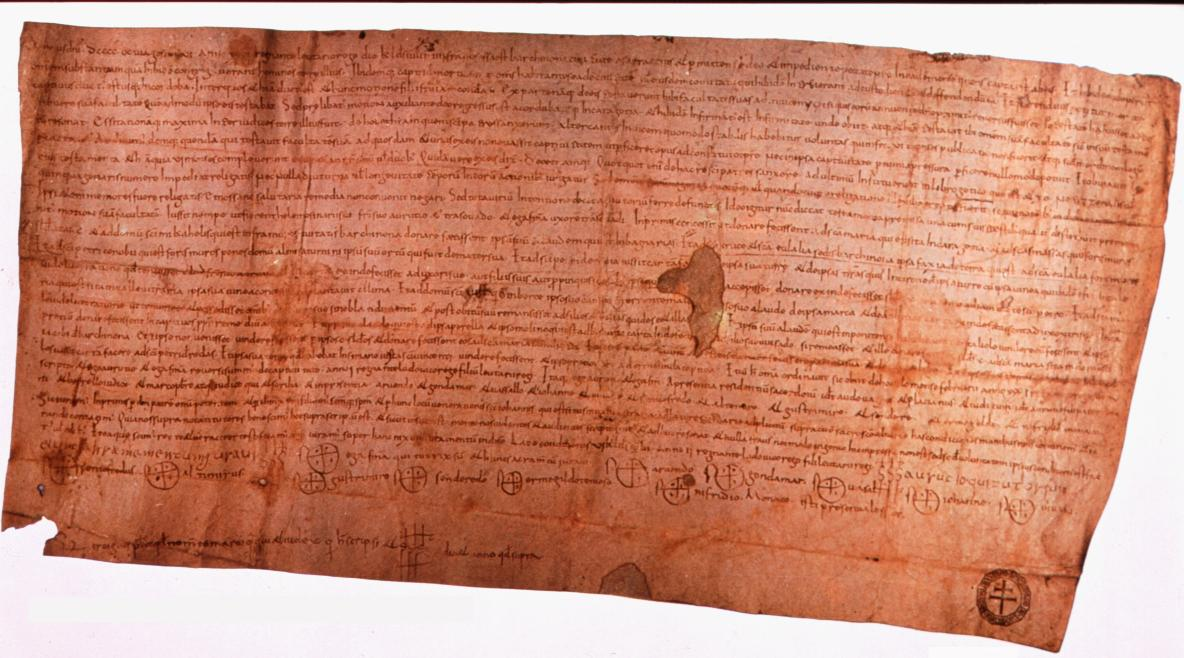
Testament sacramental de Muç (987)

## Instruments de descripció
Els usuaris i investigadors tenen a la seva disposició una sèrie d'inventaris i índexs generals en paper sobre la Mensa Episcopal, Registra Communium, Col·lacions, Causes Pies... També hi ha a disposició dels usuaris més d'un milió de fitxes sobre diverses sèries com són Visites Pastorals, Comuns, Ordes, Col·lacions, Expedients Matrimonials, etc.